# Кырылы
Кырылы (азерб. Qırılı) — село в Кырылинском административно-территориальном округе Акстафинского района Азербайджана.

## Этимология
Название происходит от племени кырык.

## История
С 24 января 1939 года село входило в состав Акстафинского района, который 4 декабря 1959 года был ликвидирован, а населенный пункт передан в состав Казахского района.
Согласно административному делению 1961 и 1977 года село Кырылы входило в Калининкендский поселковый совет Казахского района Азербайджанской ССР.
24 апреля 1990 года село передано в состав новообразованного Акстафинского района.
В 1999 году в Азербайджане была проведена административная реформа и внутри Кырылинского административно-территориального округа был учрежден Кырылинский муниципалитет Акстафинского района. В 2004 году

## География
Кырылы расположен на берегу реки Гасансу.
Село находится в 7 км от райцентра Акстафа и в 441 км от Баку. Ближайшая железнодорожная станция — Татлу.
Село находится на высоте 358 метров над уровнем моря.

## Население
| Численность населения | Численность населения | Численность населения |
| 1986                  | 1999                  | 2009                  |
| --------------------- | --------------------- | --------------------- |
| 1900                  | ↗3549                 | ↗4087                 |

Население преимущественно занимается виноградарством и животноводством.

## Климат
| Показатель                    | Янв. | Фев. | Март | Апр. | Май  | Июнь | Июль | Авг. | Сен. | Окт. | Нояб. | Дек. | Год  |
| ----------------------------- | ---- | ---- | ---- | ---- | ---- | ---- | ---- | ---- | ---- | ---- | ----- | ---- | ---- |
| Средний суточный максимум, °C | 6,1  | 7,5  | 12,6 | 19,5 | 24,5 | 28,6 | 32,0 | 31,2 | 26,9 | 20,3 | 13,3  | 8,2  | 18,7 |
| Средняя температура, °C       | 1,9  | 3,0  | 7,3  | 13,5 | 18,3 | 22,4 | 25,7 | 24,9 | 20,8 | 14,6 | 8,8   | 4,0  | 13,8 |
| Средний суточный минимум, °C  | −2,3 | −1,2 | 2,4  | 7,6  | 12,4 | 16,4 | 19,5 | 19,0 | 15,0 | 9,3  | 4,3   | −0,1 | 9,1  |
| Норма осадков, мм             | 18   | 26   | 31   | 41   | 65   | 59   | 33   | 30   | 27   | 36   | 27    | 16   | 408  |

Среднегодовая температура воздуха в селе составляет +13,8 °C. В селе полупустынный климат.

## Инфраструктура
В селе расположены почтовое отделение, средняя школа, 2 детских ясли-сада, врачебный пункт.